# Kravlje
Kravlje  je bivše naseljeno mjesto u Hrvatskoj, regiji Slavoniji u Osječko-baranjskoj županiji i pripadalo je nekadašnjoj općini Našice.

## Povijest
Selo Kravlje nalazilo se 4 km sjeverno od Breznice Našičke te 4. 5 km sjeveroistočno od sela Lađanske i 4 km istočno od naselja Ribnjak. Sjeverno i istočno od sela su se nalazile šume Ražljevo i Brezovac.
Kravlje je nastalo početkom 20. stoljeća točnije 1900. kad je u popisu stanovništva popisano 39 stanovnika. Veći val naseljavanja desio se je 20- tih godina prošlog stoljeća kada doseljavaju stanovnici srpske nacionalnosti koje naseljava tadašnja Kraljevina Jugoslavija. Novi stanovnici poznati pod imenom solunski dobrovoljci dobivaju besplatno zemlju za obradu pošto su bili podanici tadašnje vlasti još od vremena Prvog svjetskog rata. 1936. naredbom tadašnjih vlasti selo mijenja ime u Njegoševac a uspostavom Nezavisne Države Hrvatske sredinom 1941. selo mijenja ime u Našički Antunovac. 1945. nakon završetka Drugog svjetskog rata selu se vraća prvi naziv Kravlje. 1964. selo se iseljava i gradi se ribnjak za uzgoj slatkovodne ribe jer samo područje je bilo dosta močvarno a pogodovala je blizina rijeke Vučice. Posmrtni ostatci pokojnih s groblja u Kravlju preneseni su u zajedničku grobnicu na groblje u Breznici Našičkoj. I danas taj ribnjak nosi naziv Kravlje po nekadašnjem selu koje je tu postojalo. Ribnjak Kravlje je prije desetak godina pregrađen odnosno napravljena su dva ribnjaka ali u samo jednom se uzgaja riba dok je drugi dio uz šumu Brezovac napušten i obrastao raznom vegetacijom. 

## Stanovništvo
| broj stanovnika |       |       |       |       | 39    | 153   | 66    | 205   | 204   | 186   | 168   |       |       |       |       |
|                 | 1857. | 1869. | 1880. | 1890. | 1900. | 1910. | 1921. | 1931. | 1948. | 1953. | 1961. | 1971. | 1981. | 1991. | 2001. |

Naselje Kravlje do 1948. iskazivano kao dio naselja a od 1948. kao samostalno naselje.